# 蕨状嵩草
蕨状嵩草（学名：Carex filispica）为莎草科薹草属下的一个种。